# 173E busz (Budapest)
A budapesti 173E jelzésű autóbusz Újpalota, Nyírpalota út és a Kelenföldi pályaudvar között közlekedett. A vonalat a Budapesti Közlekedési Zrt. üzemeltette.

## Története
A 2008-as paraméterkönyv bevezetésével augusztus 21-én az Újpalota, Nyírpalota utca és Etele tér, Kelenföldi pályaudvar között közlekedő 173-as jelzését 173E-re módosították, útvonala nem változott.
A 7-es autóbuszcsalád 2005. december 3. és 2013. május 31. között:
- A 7-es busz: Albertfalva vasútállomás – Bornemissza tér – Kelenföld, városközpont – Bosnyák tér
- A 7E busz (2008. augusztus 21. előtt 7-es busz): Kelenföld vasútállomás – Kelenföld, városközpont – Bosnyák tér
- A 173-as busz (2008. augusztus 21. előtt 73-as busz): Bornemissza tér – Kelenföld, városközpont – Bosnyák tér – Újpalota, Nyírpalota út
- A 173E busz (2008. augusztus 21. előtt 173-as busz): Kelenföld vasútállomás – Kelenföld, városközpont – Bosnyák tér – Újpalota, Nyírpalota út

2013-ban a 7-es buszcsaládot átszervezték, a megrövidített 173-ast átnevezték 7A-ra, a 173E szerepét pedig a 7E és a 107E vette át.
7-es busz: Albertfalva vasútállomás – Bornemissza tér – Kelenföld, városközpont – Bosnyák tér – Újpalota, Nyírpalota út
7A busz: Bornemissza tér – Kelenföld, városközpont – Bosnyák tér
7E busz: Kelenföld vasútállomás – Kelenföld, városközpont – Bosnyák tér – Újpalota, Nyírpalota út
107E busz: Kelenföld vasútállomás – Kelenföld, városközpont – Bosnyák tér – Újpalota, Nyírpalota út

## Útvonala
| Kelenföldi pályaudvar felé | Újpalota, Nyírpalota út felé |
| --- | --- |
| Újpalota, Nyírpalota út vá. – Nyírpalota út – Drégelyvár utca – felüljáró – Csömöri út – Bosnyák tér – Thököly út – Baross tér – Rákóczi út – Kossuth Lajos utca – Ferenciek tere – Szabad sajtó út – Erzsébet híd – Szent Gellért rakpart – Szent Gellért tér – Bartók Béla út – Tétényi út – Etele út – Kelenföldi pályaudvar vá. | Kelenföldi pályaudvar vá. – Etele út – Tétényi út – Bartók Béla út – Szent Gellért tér – Szent Gellért rakpart – Erzsébet híd – Szabad sajtó út – Ferenciek tere – Kossuth Lajos utca – Rákóczi út – Baross tér – Thököly út – Bosnyák tér – Csömöri út – felüljáró – Drégelyvár utca – Nyírpalota út – Újpalota, Nyírpalota út vá. |

## Megállóhelyei
| 0  | Újpalota, Nyírpalota út végállomás | 40 | 46, 130, 146, 173 |
| 1  | Vásárcsarnok                       | 38 | 46, 96, 130, 146, 173, 196, 196A, 224, 296 69                                                                                                  |
| 3  | Fő tér                             | 37 | 46, 96, 130, 146, 173, 196, 196A, 224, 296 69                                                                                                  |
| 5  | Molnár Viktor utca                 | 35 | 173, 277 |
| 9  | Bosnyák tér                        | 31 | 7, 7E, 32, 124, 125, 173, 277 3, 62, 62A |
| 12 | Zugló vasútállomás                 | 27 | 5, 7, 7E, 173 1, 1A 72 Budapest-Zugló |
| 18 | Keleti pályaudvar M                | 21 | 5, 7, 7E, 20E, 30, 30A, 173, 178, 230 24 73, 76, 78, 79, 80, 80A Budapest-Keleti                                                               |
| 21 | Blaha Lujza tér M                  | 18 | 5, 7, 7E, 99, 173, 178, 217E 4, 6, 28, 28A, 37, 37A, 62 74                                                                                     |
| 25 | Ferenciek tere M                   | 14 | 5, 7, 7E, 8, 15, 112, 173, 178, 233E, 239 2 |
| 31 | Móricz Zsigmond körtér             | 9  | 7, 7E, 27, 33, 33E, 40, 40E, 153, 173, 188E, 240, 240E 6, 18, 19, 41, 47, 49, 61                                                               |
| 33 | Kosztolányi Dezső tér              | 7  | 7, 7E, 40E, 53, 86, 87, 87A, 114, 150, 150E, 153, 172E, 173, 187, 188E, 212, 213, 214, 240, 240E, 250, 272 19, 49                              |
| 35 | Szent Imre Kórház                  | 4  | 7, 7E, 114, 173, 213, 214 |
| 36 | Kelenföld, városközpont            | 3  | 7, 7E, 103, 114, 173, 213, 214 |
| 37 | Bártfai utca                       | 1  | 7E, 103 |
| 39 | Kelenföldi pályaudvar végállomás   | 0  | 7E, 103, 141 19, 49 710, 711, 712, 715, 720, 721, 722, 723, 725, 731, 732, 734, 735, 736, 737, 760, 761, 762, 763, 767, 778 Budapest-Kelenföld |